# Course de côte de Dobratsch
La Course de côte de Dobratsch, ou Grossen Bergpreis von Österreich am Dobratsch (Grand Prix d'Autriche de la montagne) était une compétition automobile de course de côte des années 1970 courue en Carinthie au sud du pays, pour voitures de sport mais également pour motos, fin septembre, puis surtout fin avril ou début mai comme deuxième manche de championnat continental à compter de 1971, reportée plus tard dans la saison de courses de montagne en 1977 et 1978, avant d'être fixée fin-mai ou début juin jusqu'en 1981.

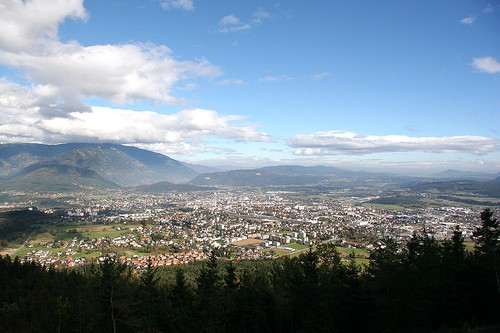
Le district de Villach, depuis la route alpine de Dobratsch.

## Histoire
Cette course a été créée en 1957, en étant organisée par l'Österreichischen Automobil-Sport-Club (l'ÖASC) à Villach, sur un parcours de 16 kilomètres le long de la Villacher Alpenstraße (proche de Klagenfurt).
Elle a été remplacée par la Course de côte du Rechberg dans le calendrier du championnat continental depuis le tout début des années 1980.
Une manifestation "Historic" existe depuis 1985.

## Palmarès européen
(Championnat d'Europe de la montagne)
| Année              | Vainqueur       | Voiture          |
| ------------------ | --------------- | ---------------- |
| 1970               | Johannes Ortner | Fiat Abarth 2000 |
| 1971               | Johannes Ortner | Fiat Abarth 3000 |
| 1972               | Xavier Perrot   | March 722        |
| 1973               | Jimmy Mieusset  | March 722        |
| 1974               | Jimmy Mieusset  | March 722        |
| 1975               | Mauro Nesti     | Lola T296        |
| 1976 (20e édition) | Mauro Nesti     | Lola T294        |
| 1977               | Mauro Nesti     | Lola T296        |
| 1978               | Mauro Nesti     | Lola T296        |
| 1979               | Willy Siller    | Chevron B42      |
| 1980               | Oscar Bubeck    | Osella PA6       |
| 1981               | Jean-Louis Bos  | Lola T298        |